# Paretroplus
Paretroplus là một chi cá hoàng đế, tất cả các loài trong chi này là loài đặc hữu của các sông và hồ của Madagascar. Phần lớn trong số chúng bị đe dọa tuyệt chủng và phân bố hạn chế ở phần phía tây bắc của đảo. Chỉ có loài P. polyactis được tìm thấy ở giữa miền nam của Madagascar và chỉ có loài P. polyactis và P. gymnopreopercularis được tìm thấy ở các lưu vực phía đông. Mầy hết chúng phân bố trong môi trường nước ngọt, trừ P. polyactis và P. maromandia có thể tìm thấy trong các môi trường nước lợ.
Chúng có quan hệ gần gũi hơn với chi Etroplus ở Ấn Độ và Sri Lanka hơn là các loài cichlid khác ở Madagascar (phân họ Paratilapiinae và Ptychochrominae). Kích thước lớn nhất của chúng thay đổi tùy thuộc vào loài cụ thể, dao động từ 15–16 xentimét (5,9–6,3 in) đối với P. kieneri và P. gymnopreopercularis đến gần 40 xentimét (16 in) đối với loài P. damii. Paretroplus gồm cả loài thân tương đối mảng (P. damii, P. gymnopreopercularis, P. kieneri, P. lamenabe, P. loisellei, P. nourissati và P. tsimoly) và các loài thân tương đối dẹp (các loài còn lại).

## Các loài
Đến tháng 7 năm 2011, chi Paretroplus gồm 13 loài đã được miêu tả. Thêm vào đó, một loài chưa được miêu tả P. damii–loisellei được tìm thấy ở sông Ankofia miền tây bắc Madagascar.
Chi này có thể được chia thành một vài nhánh, và một trong số các nhánh này bao gồm P. lamenabe, P. nourissati và P. tsimoly, chúng được xem là có giá trị trong chi này.
- Paretroplus dambabe
- Paretroplus damii
- Paretroplus gymnopreopercularis
- Paretroplus kieneri
- Paretroplus lamenabe
- Paretroplus loisellei
- Paretroplus maculatus
- Paretroplus maromandia
- Paretroplus menarambo
- Paretroplus nourissati
- Paretroplus petiti
- Paretroplus polyactis
- Paretroplus tsimoly